# AP Возничего
AP Возничего (лат. AP Aurigae) — двойная затменная переменная звезда типа Беты Лиры (EB) в созвездии Возничего на расстоянии приблизительно 1980 световых лет (около 607 парсеков) от Солнца. Видимая звёздная величина звезды — от +11,54m до +11m. Орбитальный период — около 0,5694 суток (13,665 часов).

## Характеристики
Первый компонент — белая звезда спектрального класса A2. Радиус — около 1,83 солнечного, светимость — около 10,8 солнечных. Эффективная температура — около 7738 К.